# 日本占領時期のカンボジア
日本占領時期のカンボジア (にほんせんりょうじきのカンボジア、クメール語: ការត្រួតត្រារបស់ជប៉ុននៅកម្ពុជា) では、第二次世界大戦の大日本帝国に占領された時期のカンボジアについて概説する。ナチス・ドイツの従属国だったヴィシー・フランスは、日本によるほとんどの占領期間中、フランス保護領カンボジアとしてのカンボジアや、フランス領インドシナの他地域に対しての保護を、名目上維持した。このカンボジアの領土は、タイ・フランス領インドシナ紛争後にタイに割譲されたことにより減らされており、ストゥントレン州、バタンバン州、シェムリアップ州は含まれない。
パリの解放が1944年の夏の終わり頃に起き、1945年の早い時期に行われた明号作戦は、フランス共和国臨時政府からカンボジアを切り離させた。カンボジアは独立国であると宣言し、日本軍の駐留は大戦の残り短い間続いた。
カンボジアでの日本の占領は1941年から1945年まで続き、1945年にフランス領インドシナの植民地政府が崩壊した後、カンボジアは日本の降伏まで親日の傀儡政権となった。

## 歴史的な背景
フランス領インドシナとタイの戦争は、フランスのインドシナ植民地当局を弱体化させた。ヴィシー政府は日本との間で、フランス領インドシナを日本軍が通過することと、北ベトナムに最大2万5千人の兵力を駐留させる協定に調印した。
一方、タイの政府は、プレーク・ピブーンソンクラーム元帥の親日的指揮の下、日本との友好条約によって強化されたが、フランスの弱体化した立場を利用して、歴史的に領有権を主張していたカンボジア西部の州に進撃した。この侵略後、日本は1941年3月に東京で講和条約の署名を行い、正式にフランスにバタンバン州、シェムリアップ州、ココン州を放棄させると同時に、北緯15度線とストゥントレン州のダンレク山地の間に伸びた狭い土地を放棄させた。
結果として、カンボジアは、約50万人の市民と国土面積の1/3をタイに奪われた。

## 日本の占領
1941年8月、大日本帝国陸軍はフランス保護領カンボジアに入り、8千人規模の駐屯地を設置した。日本軍が駐留しているにもかかわらず、日本は協力しているヴィシー・フランスの植民地の当局者がその管理職にとどまることを許可した。
1942年7月20日、著名な僧侶ヘム・チューが植民地民兵に扇動的な説教をしたとして逮捕された後、プノンペンで大規模な反フランスデモがあった。フランス当局はデモの指導者であるPach Chhoeunを逮捕し、コンダオ諸島の刑務所に追放した。チョエウンは尊敬されるカンボジアの知識人で、カンボジア仏教研究所と共に行動し、1936年にシム・ヴァルと共にクメール語で書かれた最初の政治新聞「ナガラヴァッタ」を創刊した 。

### カンプチア王国の協力者
1945年3月9日、戦争末期に日本はインドシナのフランス支配を終わらせた。フランスの植民地行政官は解任され、フランス軍は武装解除を命じられた。その目的は、先住民支配者に独立を宣言するように促すことで、東京の戦争努力に対する地元住民の弱っていた支持を回復させることだった。
3月13日、若き国王のノロドム・シハヌークは日本からの正式な要請を受けてカンプチア王国の独立を宣言した(一方で、フランス語による公式国名はCambodgeからKampucheaに変更) 。その直後日本政府はカンボジア独立を名目上承認し、プノンペンに領事館を開設した。シハヌークの命令は、これまでのフランスとカンボジアの条約を破棄し、新たに独立した国として日本との協力と同盟を約束した。
新政府は、フランス植民地政府が強制し始めていたクメール語のローマ字化を廃止し、公式にクメール文字を復活させた。短命な政府当局が取ったこの措置は評判がよく、長く続いたものだった。それ以降、カンボジアのどの政府もクメール語を再びローマ字化しようとしなかったからである。その他の変化には、仏教の太陰暦の復活などを含んだ。
ノロドム・シハヌークはまた、最初に1945年3月18日からカンボジアの首相の役目を果たした。しかしながら、1942年の反フランスデモ後に日本に亡命していたもう一人のナガラヴァッタ支持者のソン・ゴク・タンが、1945年4月に外相に就任するため帰国した。日本の降伏後、ソン・ゴク・タンは首相の座を引き継ぎ、1945年10月にフランスが復権するまで務めた。
日本のカンボジア占領は、1945年8月の正式な日本降伏で終わった。連合国の部隊がカンボジアに入った後、駐留していた日本軍は武装解除され、本国に送還された。フランスは、同年10月にプノンペンでの植民地統治を再開することができた。10月12日、日本と協力したとしてソン・ゴク・タンを逮捕した後、フランスの植民地当局は彼をフランスに追放し、そこで軟禁下に置いた。彼の支持者の何人かは地下に潜り、タイが支配する北西カンボジアに逃れ、そこで最終的に独立派のクメール・イッサラクの軍と合流した。この反フランス的で政治的に異質な民族主義運動はタイの支持を得て組織されたが、後に派閥に分裂した。